# ديف ديفيز (صحفي)
ديف ديفيز (بالإنجليزية: Dave Davies)‏ هو صحفي أمريكي، ولد في 1953.